# Tupolev Tu-124
Dimensions
Le Tupolev Tu-124 (Code OTAN : Cookpot) était un avion de ligne soviétique court-courrier capable de transporter 56 passagers. Lancé en 1962, il fut construit à 165 exemplaires.

## Conception et développement
Construit par l'entreprise Tupolev, il fut conçu en réponse à une demande de l'Aeroflot pour un avion de ligne régional devant remplacer l'Iliouchine Il-14 sur les lignes intérieures. Développé à partir du moyen-courrier Tupolev Tu-104, il ressemble à une version réduite de celui-ci, difficile à différencier à une certaine distance; comme pour ce dernier, les réacteurs furent intégrés dans les ailes. Pour autant, il n'en était pas techniquement une copie complète. Le Tu-124 disposait d'un certain nombre de perfectionnements comme des volets à double fente,  un parachute aérofrein pour les atterrissages d'urgence ou sur surface glissante, de pneus basse pression pour atterrissage sur surface irrégulière. Il était également économe en carburant, étant le premier court-courrier équipé de réacteurs double flux.
Le nombre de sièges de la version standard était de 44. Le premier des deux prototypes, SSSR-45000 (C / N 0350101) a effectué son premier vol sur l'aérodrome de Joukovski le 24 mars 1960. Le deuxième prototype, SSSR-45001 (C / N 0350102), a suivi en juin 1960. Les tests ont été un succès, et l'avion est entré en production à l'usine 135 de Kharkov, en Ukraine, remplaçant le Tu-104 dans la production,. Les livraisons à Aeroflot ont commencé en août 1962, avec l'entrée en service régulier de passagers, entre Moscou et Tallinn en Estonie, le 2 octobre 1962.

## Histoire opérationnelle

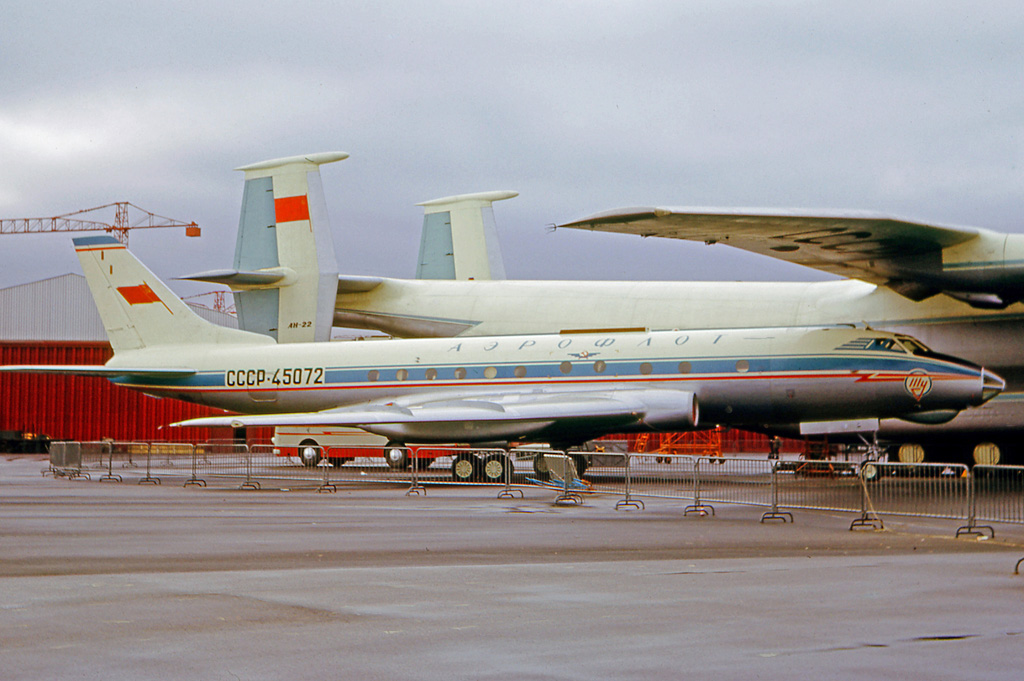
Tupolev Tu-124V CCCP-45072 de l'Aeroflot au Bourget en 1965

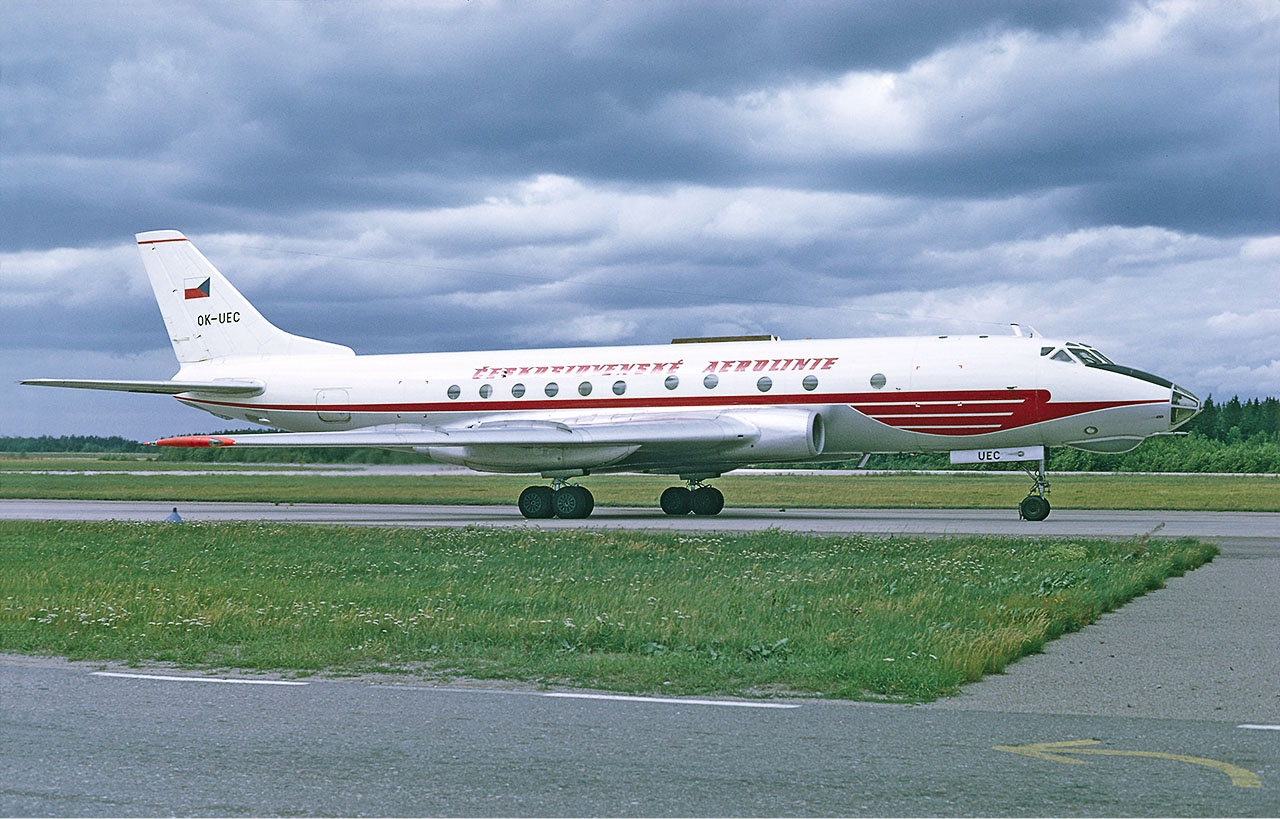
Tupolev Tu-124V de CSA

L'Aeroflot a été impressionnée par les performances de vol du Tu-124 et l'a utilisé sur les lignes intérieures fin 1962. La version améliorée Tu-124V, qui pouvait accueillir 56 passagers au lieu des 44 du modèle originel, et qui avait une plus grande autonomie et charge utile, est entrée en service en 1964. Un Tu-124V de l'Aeroflot a été exposé à Paris en 1965. Grâce au faible prix d'achat de l'avion (indiqué à 45 million de $ en 1965) et à ses faibles coûts d'exploitation, quelques exemplaires ont été exportés; Československé Státní Aerolinie (CSA) et Interflug en Allemagne de l'Est étant les seules compagnies aériennes autres qu'Aeroflot qui ont acheté le Tu -124. ČSA a vendu ses Tu-124 survivants à Iraqi Airways pour une utilisation sur des vols VIP en 1973. Interflug utilisait ses trois Tu-124 comme alternative à l'Ilyushin Il-62, lorsque les IL-62 étaient cloués au sol en raison de problèmes mécanique. Tous trois ont été revendus à l'Union soviétique en 1975.
Trois cellules d'aéronefs ont été achevées en 1966 dans une configuration VIP et désignés Tu-124K. L'Aeroflot ne les a jamais mis en service, et ils ont été achetés par l'Indian Air Force.
Un certain nombre de cellules ont été vendues à des utilisateurs militaires, dont l'armée de l'air soviétique, qui les a utilisé pour l’entraînement à la navigation, et à la force aérienne chinoise,.
164 Tu-124 ont été construits. Les problèmes de sécurité du Tu-104 ont eu un impact sur le sort du Tu-124, bien que la fiabilité du Tu-124 était un peu meilleure. La production a pris fin en 1965 et Aeroflot a retiré ses douze derniers Tu-124 le 21 janvier 1980. Le Tu-124 est resté en opération pendant quelques années dans l'Armée de l'Air soviétique et en Irak, mais tous les avions ont été retirés avant 1990. Les avions irakiens ont été détruits au début de la guerre du Golfe de 1990/1991.
Plusieurs Tu-124 ont été conservés. Un dans le musée de l'usine d'État de Kharkov (anciennement l'Usine 135 fabricant le Tu-124), un autre est au Datangshan dans le musée de l'aviation de Pékin et un troisième est au musée central des forces aériennes de la fédération de Russie de Monino à l'est de Moscou. Un Tu-124K est exposé à l'aéroport de New Delhi.

## Variantes
Tu-124/Tu-124V

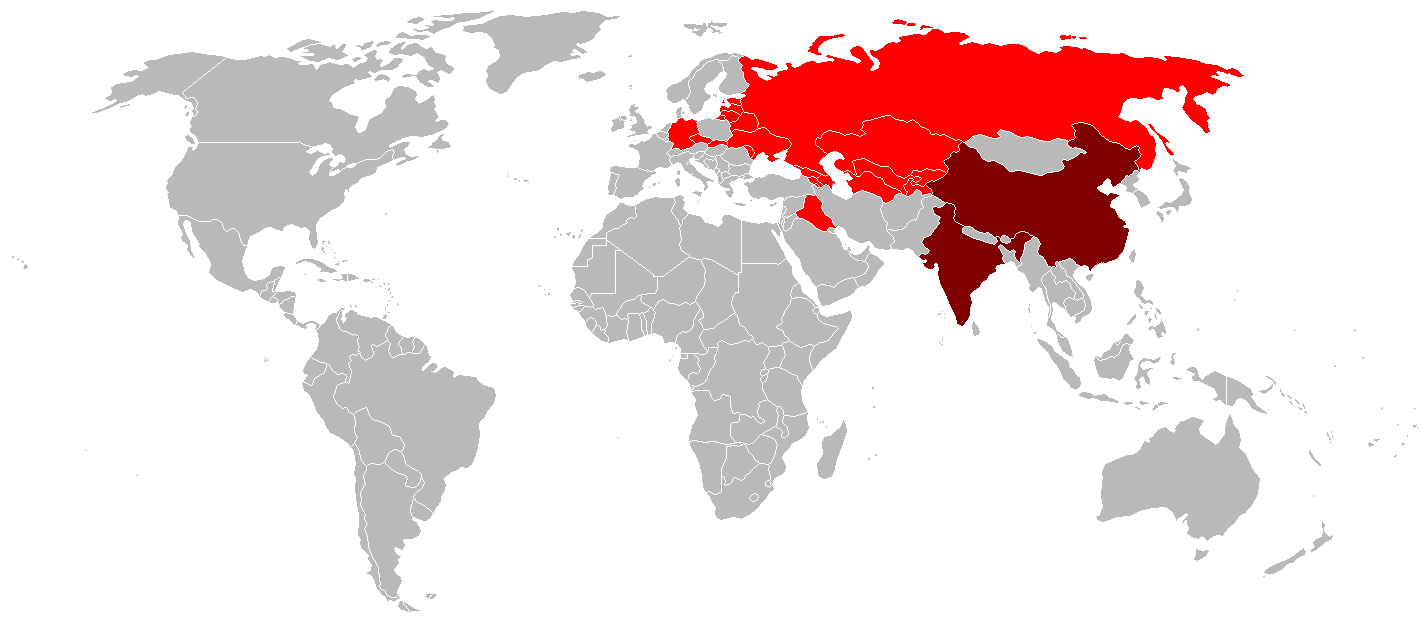
Pays utilisateurs du Tu-124 (les opérateurs militaires en rouge foncé)

La première version réalisée. La demande internationale était faible car la plupart des compagnies aériennes étrangères attendaient pour acheter le Tupolev Tu-134 amélioré.
Tu-124B
Trois prototypes avec moteurs D-20P-125, construit en 1963.
Tu-124K / Tu-124K2
Configuration VIP exploitée par les militaires de l'Irak, la République populaire de Chine, et par l'Indian Air Force
Tu-124Sh-1
Version militaire utilisée pour la formation à la navigation
Tu-124Sh-2
Version militaire utilisée pour la formation à la navigation
Tu-124
Version de transport militaire proposée, pas construite.

## Accidents et incidents
13 Tu-124 ont été impliqués dans des accidents au cours de la carrière opérationnelle de l'avion et deux avions de l'Iraqi Airways ont été détruits sur le terrain au cours de la guerre du Golfe.
| Date             | Vol                    | Lieu                              |       | Description |
| ---------------- | ---------------------- | --------------------------------- | ----- | --- |
| 21 août 1963     | URSS 45021             | URSS Leningrad                    | 0/52  | Abandonné dans la rivière Neva à Leningrad après qu'il a manqué de carburant. L'équipage a été distrait par des problèmes avec le train d'atterrissage. Tous les occupants de l'avion, y compris le capitaine, Victor Mostovoï, ont survécu à l'amerrissage forcé.                                    |
| 8 mars 1965      | URSS 45028             | URSS Kuibyshev                    | 30/39 | S'est écrasé peu après son décollage de l'aéroport de Kuybyshev, Russie sur un vol à destination de l'Aéroport de Moscou-Cheremetievo, après que les pilotes ont perdu le contrôle de l'avion. L'accident a tué 21 des 30 passagers et les neuf membres d'équipage à bord.                            |
| 11 novembre 1965 | URSS 45086             | URSS Mourmansk                    | 32/64 | atterrissage raté |
| 7 mars 1968      | URSS 45019             | URSS Volgograd                    | 1/49  | déclenchement intempestif de spoilers |
| 29 janvier 1970  | URSS 45083             | URSS Mourmansk                    | 11/38 | S'est écrasé dans la montagne pendant l'approche de l'atterrissage : plusieurs survivants sont morts d'hypothermie en attendant les secours |
| 18 août 1970     | Tchécoslovaquie OK-TEB | Suisse Zurich                     | 0/20  | Le pilote a oublié de descendre le train d'atterrissage |
| 2 septembre 1970 | URSS 45012             | URSS Dnipropetrovsk               |       | Cause inconnue |
| 9 juillet 1973   | URSS 45062             | URSS Kuibyshev                    | 2/61  | Perte de puissance au décollage |
| 20 novembre 1973 | URSS 45031             | URSS Kazan                        | 0/NA  | dépassement du seuil de la piste |
| 16 décembre 1973 | URSS 45061             | URSS Moscou                       | 51/51 | panne de gouvernail qui a poussé l'avion en plongée |
| 23 décembre 1973 | URSS 45044             | URSS Lviv                         | 17/17 | le moteur gauche a pris feu en vol |
| 3 janvier 1976   | URSS 45037 (en)        | URSS Moscou                       | 61/61 | défaillance des instruments dans les nuages; l'équipage a perdu l'orientation |
| 5 novembre 1977  | Inde V643              | Inde aéroport de Jorhatorhat (en) | 5/10  | l'un des trois Tu-124K VIP achetés par l'Indian Air Force en 1966, nommé Pushpak Rath (Char fleuri), s'est écrasé dans une rizière près de l'aéroport de Jorhat (en), Assam. Le premier ministre indien Morarji Desai qui était à bord a survécu, cinq membres d'équipage sont morts dans l'accident. |
| 29 août 1979     | URSS 45038             | URSS Kirsanov                     | 63/63 | défaillance des volets à l'atterrissage |
| 8 mars 1988      | URSS 3739              | URSS aéroport de Vechtchevo (ru)  | 0/0   | Un Tu-154 reliant Irkoutsk, Kourgan et Léningrad, est détourné par les onze membres de la famille Ovetchkine afin d'aller à Londres. L'incident fait neuf morts et dix-sept blessés. |
| février 1991     | Irak YI-AEY            | Irak Bagdad                       | 0/0   | détruit au sol pendant la guerre du Golfe |
| février 1991     | Irak YI-AEL            | Irak Bagdhad                      | 0/0   | détruit au sol pendant la guerre du Golfe |

### Développement lié
- Tupolev Tu-104
- Tupolev Tu-110
- Tupolev Tu-134

### Aéronefs comparables
- British Aircraft Corporation 1-11
- Sud-Aviation SE 210 Caravelle

## Source
- (en) Cet article est partiellement ou en totalité issu de l’article de Wikipédia en anglais intitulé « Tupolev Tu-124 » (voir la liste des auteurs).